# Midtmaradalstindene
Midtmaradalstindene is een bergkam behorende bij de gemeenten Luster en Årdal in de provincie Sogn og Fjordane in Noorwegen.
De bergkam, gelegen in Nationaal park Jotunheimen, bestaat uit diverse toppen:
- Nordre Midtmaradalstindene (2062 meter)
- Store Midtmaradalstindene (2056 meter)
- Vetle Midtmaradalstindene (2018 meter)
- Søre Midtmaradalstindene (1959 meter)